# Âge du capitaine
L'« âge du capitaine » est une expression qui renvoie à un problème énoncé de manière à n'avoir aucune réponse mathématiquement résoluble. Gustave Flaubert, dans une lettre envoyée à sa sœur Caroline en 1841, le pose de cette façon :

« Puisque tu fais de la géométrie et de la trigonométrie, je vais te donner un problème : Un navire est en mer, il est parti de Boston chargé de coton, il jauge 200 tonneaux, il fait voile vers Le Havre, le grand mât est cassé, il y a un mousse sur le gaillard d'avant, les passagers sont au nombre de douze, le vent souffle N.-E.-E., l'horloge marque trois heures un quart d'après-midi, on est au mois de mai…. On demande l'âge du capitaine ? »

Cet énoncé ne contient aucune donnée susceptible de dégager une réponse mathématique.
Depuis, il a été publié avec différents indices. Ce titre peut également être repris dans un tout autre contexte.
Dans un ouvrage intitulé L'Âge du capitaine. De l'erreur en mathématiques, Stella Baruk relate, en 1985, un problème proposé à des élèves de primaire : « Sur un bateau, il y a 26 moutons et 10 chèvres. Quel est l'âge du capitaine ? » Parmi les 97 élèves, 76 ont donné l'âge du capitaine en utilisant les nombres figurant dans l'énoncé, soit 26 + 10 = 36 donc le capitaine a 36 ans.